# Paul-Emile Janson
Paul-Emile Janson (Brussel, 30 mei 1872 - concentratiekamp Buchenwald, 3 maart 1944) was de Belgische eerste minister van november 1937 tot mei 1938.

## Levensloop

### Familie
Paul-Emile Janson behoorde tot een politieke familie. Hij was de zoon van de progressieve liberaal Paul Janson, de broer van Marie Janson, de eerste vrouwelijke senator, en de oom van Paul-Henri Spaak, die meermaals premier en minister van Buitenlandse Zaken was, en scenarioschrijver Charles Spaak.
Hij trouwde in 1893 in Sint-Gillis met Léa Féron (1871-1911), dochter van Émile Féron, advocaat, gemeenteraadslid van Sint-Gillis en volksvertegenwoordiger. Hij was een schoonbroer van Maurice Féron, advocaat, volksvertegenwoordiger en senator.

### Loopbaan
Janson promoveerde tot doctor in de rechten en werd beroepshalve advocaat. In 1921 werd hij eredoctor aan de Universiteit van Rijsel. Tijdens de Eerste Wereldoorlog was hij een van de leidende figuren van het Nationaal Hulp- en Voedingskomiteit.
Van 1914 tot 1935 zetelde hij voor de Liberale Partij in de Kamer van volksvertegenwoordigers. Daarna zetelde hij van 1935 tot 1936 als gecoöpteerd senator in de Senaat. Het was de bedoeling dat hij in 1936 gecoöpteerd senator zou blijven, maar hij raakte niet verkozen
Als liberaal voerde hij een onafhankelijke koers, die door zijn partij niet gewaardeerd werd. Vooral zijn houding inzake de schoolkwestie en de Vlaamse kwestie werd hem door Franstalige liberalen kwalijk genomen. Door enkele toegevingen aan de Vlamingen te doen, meende Janson de Belgische eenheid te kunnen versterken.
Hij doorliep een aanzienlijke loopbaan als lid van de Belgische regering. In februari tot september 1920 was hij minister van Landsverdediging, waarbij een militair akkoord met Frankrijk ondertekende. Daarna was hij van november 1927 tot juni 1931 en van oktober 1932 tot november 1934 minister van Justitie. In deze functie kantte hij zich in 1928 tegen volledige amnestie voor activisten en legde hij in maart 1930 in de Kamer het wetsontwerp neer voor de regeling van het taalgebruik in gerechtszaken. Van november 1937 tot mei 1938 leidde hij als eerste minister een regering van liberalen, katholieken en socialisten. Tijdens zijn premierschap werden twee cultuurraden en de Koninklijke Vlaamse Academie voor Wetenschappen, Letteren en Schone Kunsten van België opgericht. Ook beloofde hij een taalwet voor het leger, die pas onder zijn opvolger en neef Paul-Henri Spaak goedgekeurd werd. Na zijn premierschap was hij van januari tot februari 1939 minister van Buitenlandse Zaken, van april tot september 1939 en van januari tot augustus 1940 minister van Justitie en van september 1939 tot januari 1940 minister Zonder Portefeuille. In 1931 werd hij benoemd tot minister van Staat.
Bij het uitbreken van de Tweede Wereldoorlog trok hij met de regering naar Zuid-Frankrijk. Hij weigerde echter verder mee te vluchten naar Londen en bleef met zeven andere ministers achter op het vasteland. Alle acht boden op 28 augustus 1940 hun ontslag aan bij eerste minister Pierlot. Ze werden door de regering als definitief ontslagen beschouwd, ondanks hun latere pogingen om opnieuw in de regering te worden opgenomen.
In 1943 werd Zuid-Frankrijk (de zogenaamde 'zone libre') door de Duitsers bezet en werd Janson in Nice gearresteerd. Hij werd gedeporteerd naar het concentratiekamp van Buchenwald, waar hij op 3 maart 1944 overleed.

## Publicaties
- La Belgique hollandaise, Brussel, Larcier, 1905
- Succession de S.M. Léopold II. Plaidoirie pour S.A.R. Madame la Princesse Louise de Belgique, Brussel, Lamberty, 1911.
- Lophem. Une conférence de M. Paul-Emile Janson sur les évènements politiques de novembre 1918, 1926
- (samen met Eugène SOUDAN,) Code du travail. Mis à jour et annoté, Brussel, Larcier, 1924.